# エンゲル係数

「エンゲルの法則」によると、収入が増加すると、実際の食費は増加しても、収入のうち食費に使われる割合は減少する。

エンゲル係数（エンゲルけいすう、英語:Engel's coefficient、ドイツ語:Engelsches Gesetz）とは家計の総消費支出のうち食料費が占める割合。
ドイツの社会統計学者エルンスト・エンゲルが論文を1857年に発表した。エンゲル係数という指標は、食の多様性が乏しく、食料費が家計の大部分を占めていた過去の時代を前提条件としている。たとえば、G7の中でアメリカはエンゲル係数が特出して低いが、それは食費以外の支出、たとえば医療費支出や毎月上がり続ける家賃によって相対的に食費の割合が下がっているためである。このように、エンゲル係数と実際の貧困状況との相関関係はもはや高くない。そのため、国際的には前提条件の変化・後述の多くの欠点を抱えており、国際的には以前ほど重要視されなくなった。同じ国家でも異なる時期の比較時には有用性が落ちるため、ある年度内に国内を各種属性別の家計ごとに比較する時に活用されている。国際的に、国家間の比較には消費者物価指数を用いる。

## 概要
エンゲル係数は「食料費÷消費支出×100」の式で算出される。
エンゲル係数は、ドイツの社会統計学者エルンスト・エンゲルが提唱した指数であり、「家計の消費支出に占める飲食費割合が高いほど生活水準は低い」との説に基づいている。所得が低いほど、生活に必要な食料費に多くの割合を費やすためエンゲル係数は高くなり、反対に所得が上昇するほどエンゲル係数は低くなる傾向にあることをエンゲルの法則という。
エンゲルの法則は、生活水準や消費パターンの変化を示す指標としても広く使われ、経済発展の度合いや国ごとの貧困層の割合を測定するためにも利用される。収入が増えると、飲食費以外の支出（住居、娯楽、教育など）が増加し、より豊かな生活を送ることが可能になるため、エンゲル係数は収入の増加に伴い低下するとした。ただし、後述のように国際的に、国家間の比較には別の指標である「消費者物価指数」が王道として用いられるようになっている。

## エンゲル係数の限界と有用性疑念

### 指標としての限界・比較可能性の問題
エンゲル係数は、生活水準を示す指標の一つとされているが、「1世帯あたりの人数」「人口に占める生産年齢層の割合」「価格体系」や「生活習慣の異なる社会集団」間での比較には適していない問題が指摘されている。年齢構成や世帯構成、物価水準、居住形態（農村・地方・都市）、家賃や光熱費、通信費、食習慣、外出頻度、嗜好性、生活様式などが異なる場合、同一国内であっても安易に比較に用いることは妥当性を欠くことが指摘されている。ましてや国家間の比較となると、エンゲル係数の比較可能性(異なるデータや情報、制度、会計基準、統計、研究結果などを同じ基準や条件で並べて比較できる性質や状態)はさらに低下する。

### 数値を高める要素・国家間比較利用の問題点
国際比較においても、以下のような要素が当該国のエンゲル係数の数値を高めるため、「エンゲル係数が高い国=貧困国」単純な解釈には注意が必要である
- 高齢化率の上昇
- 共働き世帯の増加
- 為替変化(通貨安)
- 人口に占める都市部在住者率の高さ
- 国民の食に対するコダワリ(食にどれほどお金をかけたいか)
- 食文化の多様化
- 外食や中食の多さ
- 医療費の自己負担率の低さ
- 家賃上昇速度の遅さ

たとえば、アメリカは統計上G7諸国で最もエンゲル係数が低いが、これは食費以外（医療費や家賃など）の支出比率が高いためであり、必ずしも生活が豊かであることを意味しない。このような背景から、近年では国家間比較においてはエンゲル係数ではなく、消費者物価指数など他の指標が用いられる傾向にある。
ニッセイ基礎研究所の櫨浩一は、共働き世帯の増加による世帯収入の上昇により、「中食」（弁当・総菜等）の利用増が見られるものの、それによるエンゲル係数の上昇は限定的であると述べている。また、特定の品目に対する課税強化もエンゲル係数に影響を及ぼす可能性がある。たとえば、2014年4月に日本で消費税が5%から8%に引き上げられた際、食料品も増税対象となったが、医療費・学費・地代などの非課税支出が据え置かれたことにより、相対的に食費の割合が増え、エンゲル係数が上昇した。また、高齢化に伴う無職世帯の増加も長期的なエンゲル係数の上昇に影響を与えていると述べている。

### 地域差と文化的要因の影響を受ける問題
同じ国の同じ時期において、基本的に都市部では一般に収入水準が地方よりも高く、教育費や遊興費など家計支出の多様化がみられるため、エンゲル係数の数値は相対的に低くなる傾向がある。しかし、「食い倒れの街」として知られる大阪市では都市部なのに地方部を上回るといった例外的な傾向がみられる地域である。具体的に、大阪市のエンゲル係数は、記録が残る平成12年（2000年）の23.9%から徐々に上昇し、平成28年（2016年）には過去最高の29.8%を記録した。令和元年（2019年）には26.5%となり、都道府県庁所在市別では仙台市（26.9%）に次ぎ、那覇市と並んで第2位タイとなっている。また、2020年3月には前月比3ポイント増の27.7%を記録したが、新型コロナウイルス感染症の拡大により外出が自粛されるコロナ禍において、飲食店の営業制限が始まると、同月には24.6%へと減少に転じた。岐阜大学教育学部の大藪千穂教授（家庭経済学）は、コロナ禍で大阪でさえも外食の機会が減少したことにより、スーパー等で食材を購入し自炊を行う世帯が増加した影響で、エンゲル係数が一時的に低下したと分析している。大藪教授は、大阪では外食を「単なる食事」ではなく「娯楽」としてとらえる文化が根付いていると指摘し、「自宅での自炊やデリバリーの利用においても、『節約』より『おいしいものを』という意識が強く働いていた可能性がある」と述べている。

### 指数の高さ≠貧困の実例
経済学者の飯田泰之は、日本国内のデータをもとに「最も貧しい20%の層のエンゲル係数は約25%、最も裕福な20%では約22%」であることを発表している。そして、必ずしも貧困層の方が食費比率が高いわけではなく、むしろ中間層の方が家計を占める食費比率が高い。つまり、日本ではエンゲル係数が貧困層よりも中間層のが高い傾向にある実例を指摘している。
また、岐阜大学の大藪千穂教授は、高齢化・為替変動・食文化の変化など、複雑な要因が「日本のエンゲル係数」の上昇に影響していると指摘している。かつては「エンゲル係数が低下することが『豊かさを測る尺度の一つ』」と教えられてきたが、低所得層の支出構成に対する参考指標としては一定の有用性はまだあるとはするものの、現代においては「エンゲル係数の上昇＝貧困」とは限らないと指摘している。朝日新聞も、エンゲル係数が統計開始時の1963年には約40%であったところから、2008年まで一貫して低下していたことを紹介しつつ、2017年に日本のエンゲル係数が29年前、すなわち1988年当時の水準にまで上昇した背景には、日本人の食生活の変化による影響が主原因との見解を報じている。

## 統計

### 日本の統計
第二次世界大戦以前のエンゲル係数は、都市労働者の場合、3割台だったが、敗戦後には6割前後にまで上昇した。総務省の家計調査によると、2024年には価格高騰による節約の影響が現れ、28.3%と1981年以来43年ぶりの高水準となった。
| 年度   | 総世帯 | 二人以上の世帯 | 単身世帯 |
| ------ | ------ | -------------- | -------- |
| 2022年 | 26.0%  | 26.6%          | 24.2%    |
| 2021年 | 26.6%  | 27.2%          | 24.8%    |
| 2020年 | 27.0%  | 27.5%          | 25.4%    |
| 2019年 | 25.4%  | 25.7%          | 24.6%    |
| 2018年 | 25.5%  | 25.7%          | 24.6%    |
| 2017年 | 25.5%  | 25.7%          | 24.5%    |
| 2016年 | 25.7%  | 25.8%          | 25.1%    |
| 2015年 | 25.0%  | 25.0%          | 25.1%    |
| 2014年 | 24.0%  | 24.0%          | 23.8%    |
| 2013年 | 23.6%  | 23.6%          | 23.5%    |
| 2012年 | 23.6%  | 23.5%          | 24.1%    |
| 2011年 | 23.6%  | 23.6%          | 23.5%    |
| 2010年 | 23.2%  | 23.3%          | 23.1%    |
| 2009年 | 23.4%  | 23.4%          | 23.1%    |
| 2008年 | 23.2%  | 23.2%          | 23.0%    |
| 2007年 | 22.9%  | 23.0%          | 22.5%    |
| 2006年 | 23.1%  | 23.1%          | 22.9%    |
| 2005年 | 22.7%  | 22.9%          | 22.1%    |
| 2004年 | 23.0%  | 23.0%          | 23.0%    |
| 2003年 | 23.1%  | 23.2%          | 22.6%    |
| 2002年 | 23.3%  | 23.3%          | 23.3%    |
| 2001年 | 23.2%  | 23.2%          | 22.9%    |

2020年はバブル以降もっとも高い数字となった。
| 年度   | 北海道 | 東北  | 関東  | 北陸  | 東海  | 近畿  | 中国  | 四国  | 九州  | 沖縄  |
| ------ | ------ | ----- | ----- | ----- | ----- | ----- | ----- | ----- | ----- | ----- |
| 2017年 | 24.5%  | 25.6% | 25.8% | 26.2% | 25.2% | 27.1% | 25.9% | 24.5% | 24.3% | 28.0% |

- 日本の総務省統計局 『家計調査年報』1世帯当たり1か月間の収入と支出より

### 世界の統計
| 食費 | 他 |

|  |  |

|  |  |

|  |  |

|  |  |

|  |  |

|  |  |

|  |  |

- 総務省統計局 『世界の統計2008』 "13-補2 家計の収入"より